# Stella degenere
In astronomia il termine stella degenere è utilizzato per definire in maniera collettiva le nane bianche, le stelle di neutroni e gli altri corpi celesti costituiti da materia esotica, tutti generalmente di dimensioni piccole a dispetto della loro grande massa. Un sinonimo di stella degenere è stella compatta, che però è utilizzato per quegli oggetti, tra cui i buchi neri, la cui esatta natura è sconosciuta ma i dati ottenuti dall'osservazione suggeriscono che abbiano una massa elevata ma piccole dimensioni.

## Stadio finale dell'evoluzione stellare
Al termine della propria evoluzione, le stelle, qualunque sia la loro massa, attraversano una fase in cui la materia che le costituisce assume uno stato degenere. Durante la fase di stabilità della sequenza principale e le fasi immediatamente successive la stella risplende, perdendo energia; tale perdita, che le stelle subiscono continuamente, è compensata dalla produzione di energia nel nucleo tramite le reazioni di fusione nucleare. Quando una stella è prossima alla fine della propria esistenza, la pressione di radiazione del nucleo non è più in grado di contrastare la gravità degli strati più esterni dell'astro. Di conseguenza il nucleo va incontro ad un collasso, mentre gli strati più esterni vengono espulsi in maniera più o meno violenta; ciò che resta è un oggetto estremamente denso: una stella compatta, costituita da materia in uno stato altamente degenere. Le stelle degeneri sono nane bianche e stelle di neutroni; la differenza che intercorre tra le stelle compatte e le stelle classiche è analoga a quella che sussiste tra solidi e gas. Se si attendesse un tempo sufficiente perché una nana bianca sia sufficientemente fredda e se si possedesse una navicella in grado di resistere alle enormi forze gravitazionali e mareali, sarebbe possibile atterrare sulla sua superficie, che si presenta solida. Tuttavia il tempo previsto perché la superficie di una nana bianca si raffreddi è enorme, persino superiore all'attuale età dell'Universo.
Nonostante le stelle degeneri emettano radiazioni elettromagnetiche, quindi consumino una certa quantità di energia, esse per mantenere inalterata la propria pressione non necessitano di alte temperature per compiere le reazioni nucleari, come invece richiedono le stelle normali. Escludendo un'eventuale perturbazione esterna o un decadimento barionico, l'esistenza di una stella degenere dovrebbe durare molto a lungo, o essere addirittura "eterna". Quella di stella compatta è una fase che interesserà prima o poi tutte le stelle dell'universo e raggiungerà il suo massimo nella cosiddetta era degenere dell'universo.

## Un esperimento mentale: la creazione di oggetti compatti
Supponiamo di fare un esperimento mentale nel quale immaginiamo di creare un oggetto freddo aggiungendo sempre più massa ed ignorando la pressione termica. In che modo agirà la forza di gravità? In questo esperimento abbiamo sei diversi oggetti alternativi: pianeta, nana bruna, nana bianca, stella di neutroni, stella esotica e buco nero.

### Pianeti

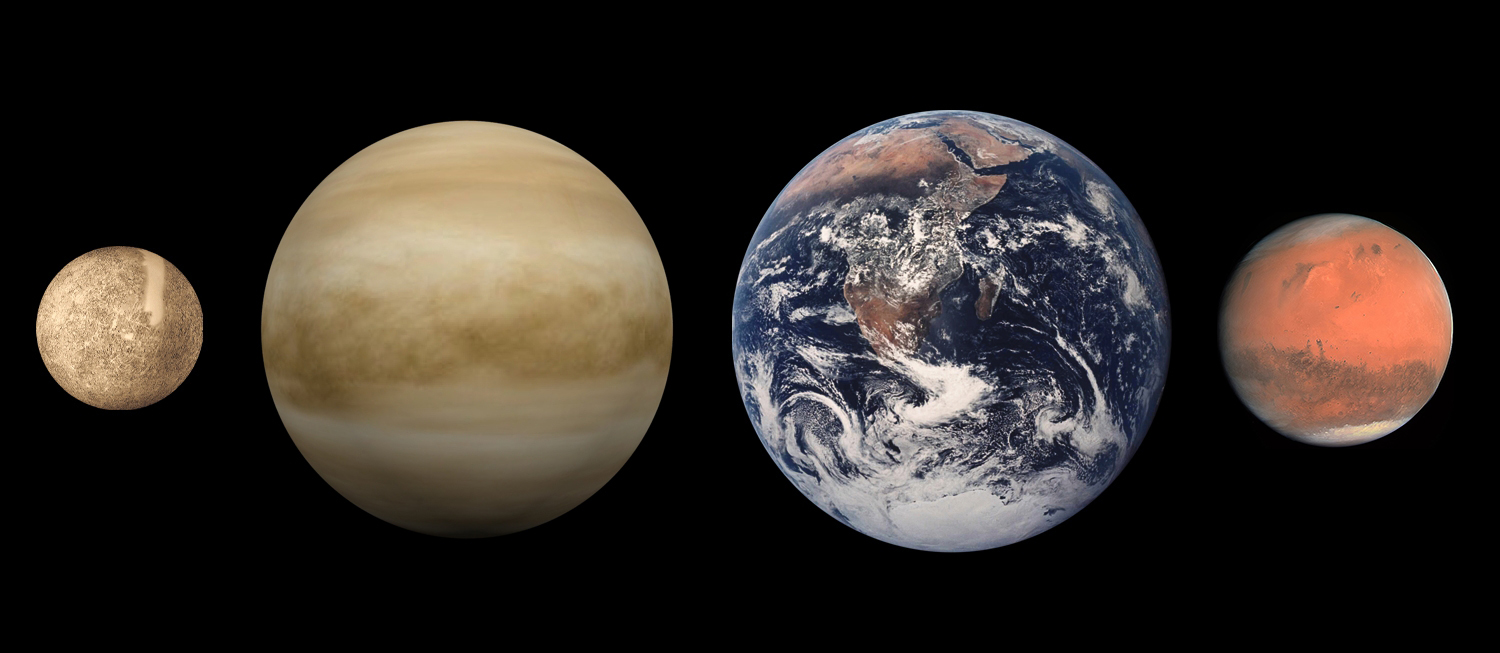
I pianeti rocciosi del Sistema Solare.

A basse densità della materia, l'oggetto è mantenuto tale da forze di natura elettromagnetica, che costringono gli elettroni ad occupare degli orbitali posti attorno al nucleo atomico che danno origine ai legami chimici, consentendo l'esistenza di corpi solidi come le rocce. La consistenza di tali corpi è tale che essi non si contraggono in maniera eccessiva qualora gli si aggiungesse massa; una massa maggiore ad ogni modo rende l'oggetto di dimensioni maggiori: il raggio dunque cresce con la massa.
A un certo punto, qualora la massa sia piuttosto grande, la pressione al centro del corpo è talmente elevata che tutta la materia è ionizzata: gli elettroni sono strappati all'attrazione dei nuclei atomici e sono liberi di muoversi nello spazio; di conseguenza, non è possibile la realizzazione di legami chimici. Tale situazione è quella che gli astrofisici ritengono sia presente all'interno di Giove. Qualora, ipoteticamente, al pianeta venisse aggiunta massa, la crescita della gravità non sarebbe più esattamente controbilanciata dalla pressione, sicché il pianeta subirebbe una contrazione che ne ridurrebbe il raggio.

#### La maggiore massa fredda dell'universo
Giove ha il maggiore volume possibile per una massa fredda. Se gli si aggiungesse massa però il diametro e il volume del pianeta diminuirebbero, contrariamente a quanto si potrebbe intuitivamente pensare. La densità al centro del corpo è ora talmente elevata che gli elettroni divengono degeneri, vale a dire che gli elettroni si trovano nel livello quantico ad energia più bassa disponibile. Dato che gli elettroni appartengono alla categoria dei fermioni, essi obbediscono al principio di esclusione di Pauli, secondo il quale due elettroni non possono occupare il medesimo livello. Così gli elettroni occupano una banda piuttosto vasta di livelli a bassa energia; qualora la massa incrementasse ulteriormente costringendo questa banda ad allargarsi, si verrebbe a creare una forza quantistica, detta pressione di degenerazione degli elettroni, che a questo punto si trova a mantenere stabile il centro del pianeta, mentre gli ioni presenti esercitano una forza quasi nulla.

### Nane brune

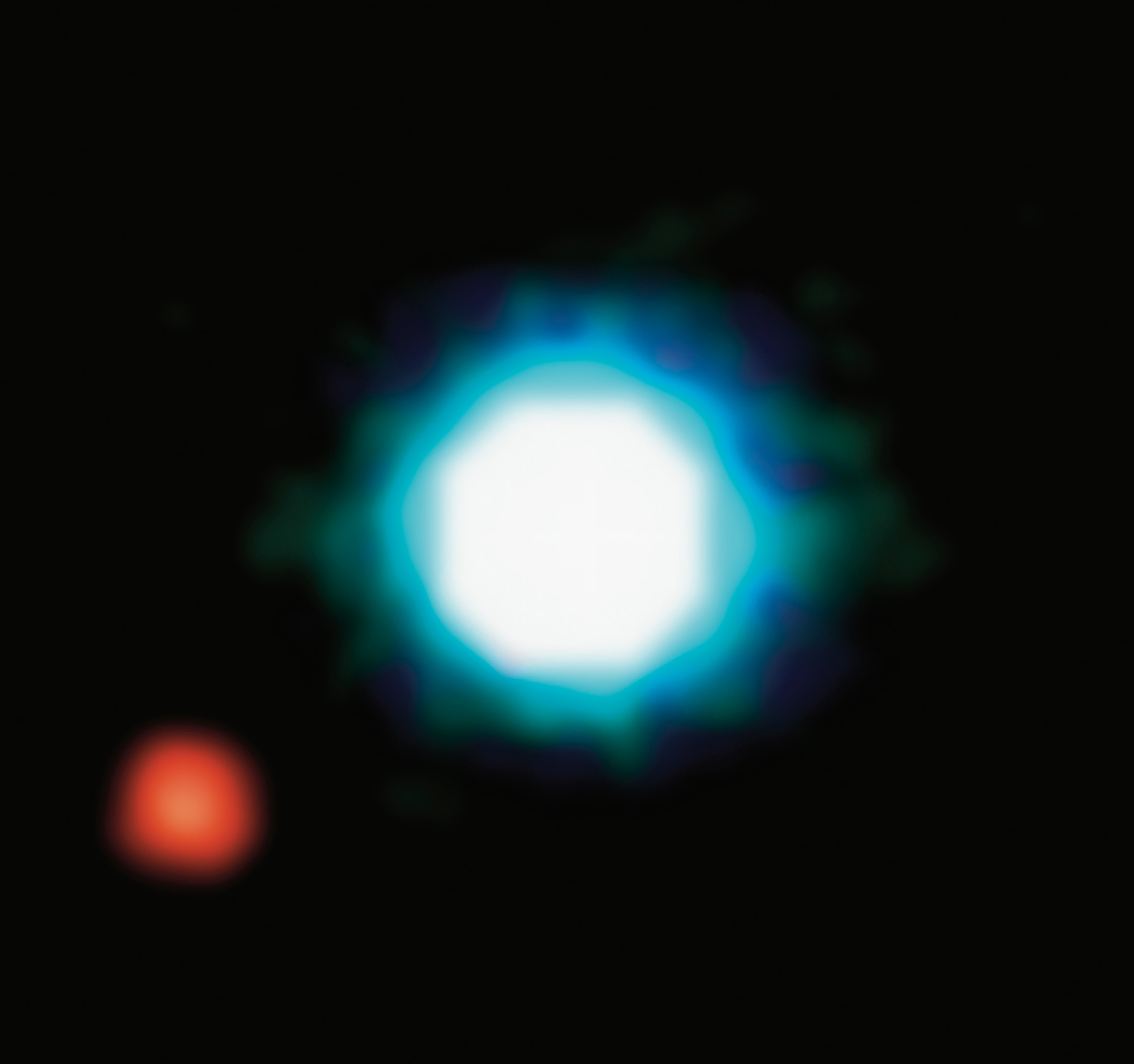
La nana bruna 2M1207 (al centro) e il suo pianeta 2M1207 b.

Arrivati a costruire una massa compresa tra circa 13 e 75 masse gioviane, si noterebbe che il corpo si mantiene in equilibrio prettamente grazie alla pressione degli elettroni degeneri: ciò che si avrebbe di fronte sarebbe una nana bruna, un oggetto intermedio, per dimensioni e temperatura, tra un pianeta ed una piccola stella. Questi astri mancati emettono una radiazione molto debole, principalmente concentrata nell'infrarosso, dovuta al meccanismo di Kelvin-Helmholtz; è questo il motivo per cui le prime nane brune furono individuate soltanto nel 1995.

### Nane bianche

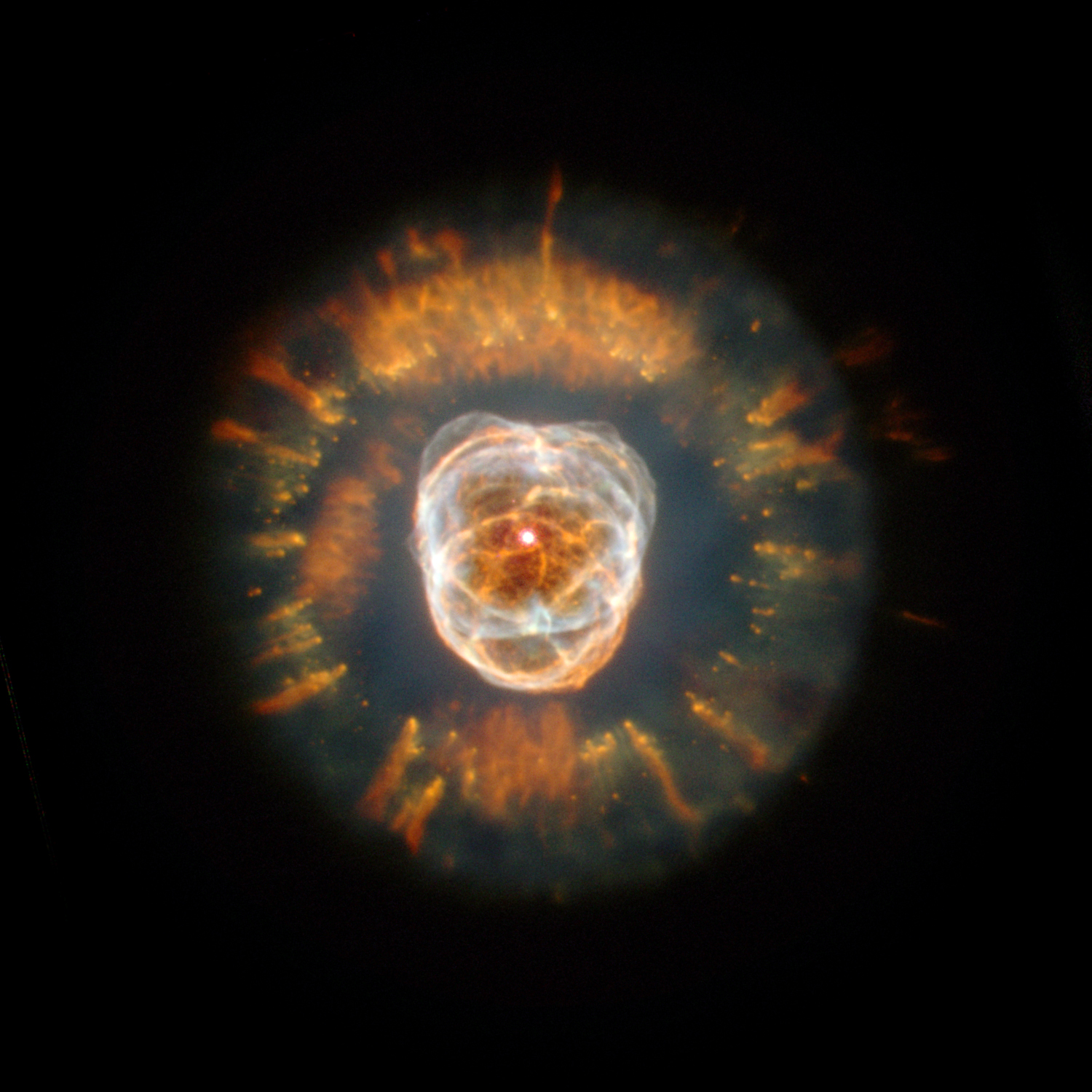
La Nebulosa Eskimo è illuminata al suo centro da una nana bianca.

Se si continuasse, nell'esperimento mentale, ad aggiungere massa, si scoprirebbe che la gran parte dell'oggetto diviene sempre di più di materia degenere. Le stelle chiamate nane degeneri o, più comunemente, nane bianche sono costituite prevalentemente da materia degenere, per lo più nuclei di carbonio ed ossigeno "immersi" in un "mare" di elettroni degeneri. Le nane bianche si formano a partire dai nuclei delle stelle di sequenza principale giunte alla fine della propria esistenza e, al momento della loro formazione, hanno una temperatura elevatissima. Tale temperatura è però destinata a diminuire man mano che l'astro si raffredda, cedendo calore allo spazio circostante in conformità con il secondo principio della termodinamica; quando la temperatura è ormai molto bassa, si origina una nana nera. Le prime nane bianche furono osservate nel XIX secolo, ma la loro vera natura, così come le loro altissime densità e pressioni, non furono spiegate fino agli anni venti del XX secolo.
L'equazione di stato della materia degenere è definita soft, vale a dire che aggiungendo sempre più massa l'oggetto subirà una diminuzione delle dimensioni. Se nell'esperimento immaginario si continuasse ad aggiungere massa a quella che ora è una nana bianca, si noterebbe che l'oggetto si contrarrebbe mentre la densità centrale raggiungerebbe valori impensabili, con gli elettroni degeneri ad energia sempre maggiore. Il raggio della stella è ora ridotto a qualche decina di migliaia di chilometri, mentre la massa è prossima a quel limite teorico che consente a una nana bianca di restar tale: il limite di Chandrasekhar, corrispondente a circa 1,4 masse solari.
Se si avesse la possibilità di prendere un campione di materia dal centro della nana bianca e si iniziasse a comprimerla lentamente, si noterebbe che gli elettroni sarebbero costretti a combinarsi coi nuclei atomici (cattura elettronica), annichilando i protoni in neutroni con un'emissione di positroni e neutrini. Man mano che la densità incrementa, tali nuclei divengono sempre più estesi e sempre meno saldi.
Alla densità critica di circa 4·1014 kg/m3, chiamata "neutron drip line", il nucleo atomico potrebbe tendere a decadere in protoni e neutroni; eventualmente potrebbe raggiungere un punto dove la materia possiede una densità (~2·1017 kg/m3) paragonabile a quella del nucleo atomico. A questo punto la materia è principalmente formata da neutroni liberi, con tracce di protoni ed elettroni. Oggetti con queste densità centrali si potranno formare se nell'esperimento appena condotto si continua ad aggiungere massa fino a superare il limite di Chandrasekhar; si formerà così la quarta classe di oggetti compatti.

### Stelle di neutroni

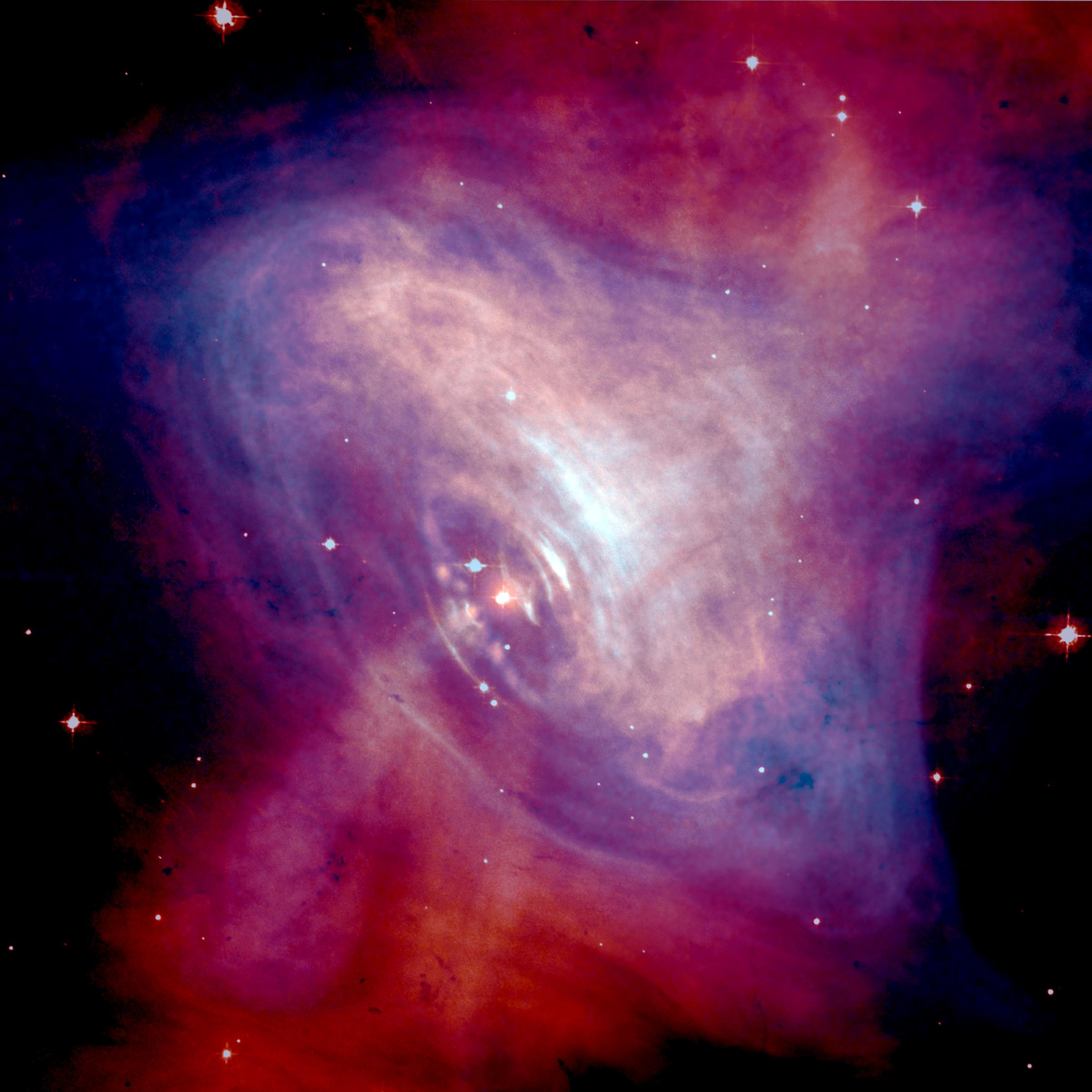
La Nebulosa del Granchio è un resto di supernova contenente la Pulsar del Granchio, una stella di neutroni.

In certe stelle binarie in cui una delle componenti è una nana bianca, la massa è trasferita dalla compagna alla nana bianca, la quale potrebbe superare il limite di Chandrasekhar. Gli elettroni reagiscono con i protoni formando neutroni, i quali non forniranno la pressione necessaria per resistere alla gravità; la stella a quel punto collasserà. Se il nucleo della stella è composto in prevalenza da carbonio ed ossigeno, a causa del collasso gravitazionale inizierà la fusione esplosiva di questi due elementi (detonazione del carbonio), dando luogo ad una luminosissima supernova di tipo Ia che distruggerà completamente la nana bianca. Se invece il nucleo è composto in massima parte da magnesio o altri elementi più pesanti, il collasso continua.
Con l'incremento della densità iniziale, gli elettroni residui reagiscono con i protoni per formare ulteriori neutroni; il collasso continuerà finché (a densità sempre maggiori) i neutroni non degenerano. Dopo una riduzione di tre ordini di grandezza, è possibile che la massa trovi un nuovo equilibrio, concentrata in un raggio di appena 10–20 km: una stella di neutroni.
Sebbene la prima stella di neutroni non sia stata osservata direttamente prima del 1967, quando fu scoperta la prima radiopulsar, la loro esistenza era già stata ipotizzata da Walter Baade e Fritz Zwicky fin dal 1933, solo un anno dopo la scoperta del neutrone, nel 1932. Essi capirono che poiché le stelle di neutroni sono così dense, il collasso di una stella normale in una di neutroni potrebbe liberare un'energia potenziale gravitazionale notevole, fornendo così una spiegazione possibile delle supernovae. Questa è la spiegazione per le supernove di tipo Ib, Ic e II. Tali supernove si manifestano quando il nucleo ferroso di una stella massiccia supera il limite di Chandrasekhar e collassa in una stella di neutroni.
Come gli elettroni, anche i neutroni sono fermioni; quindi permettono alla pressione di degenerazione dei neutroni di mantenere una stella di neutroni senza collassare. In più, le interazioni repulsive tra neutroni aggiungono ulteriore pressione. Come il limite di Chandrasekhar per le nane bianche, c'è una massa limitante per le stelle di neutroni, il limite di Tolman-Oppenheimer-Volkoff, superato il quale queste forze non sono sufficienti a mantenere la stella integra più a lungo. Così come non sono ben conosciute le forze che agiscono all'interno di queste masse dense, altrettanto è ignoto lo stesso limite. Si crede che sia compreso tra le 2 e le 3 volte la massa del Sole. Se ulteriore massa si addensa su una stella di neutroni, questo limite potrà essere raggiunto, ma cosa accada in seguito non è ben chiaro.

### Stelle esotiche

#### Stelle di quark

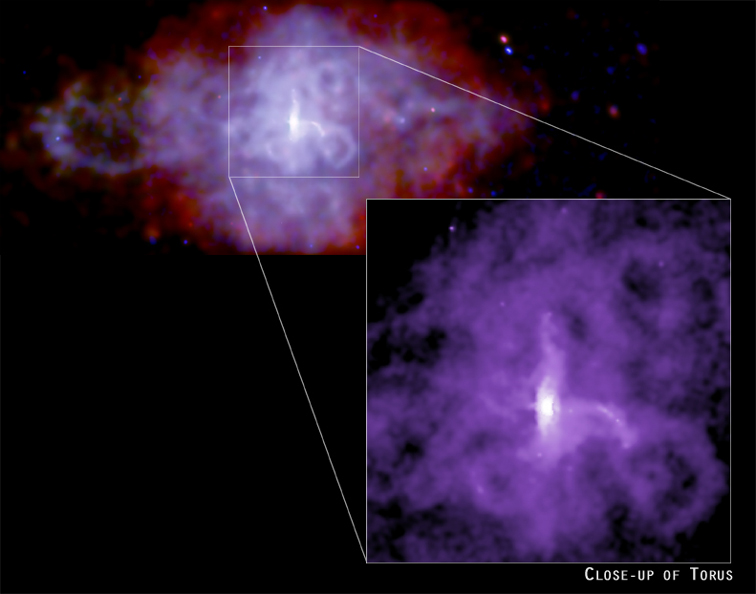
Il resto della supernova SN 1181, osservato ai raggi X; la pulsar al suo interno, 3C58, potrebbe essere una stella di quark.

È possibile che i neutroni si possano decomporre nei loro componenti più semplici, i quark. In questo caso, la stella si concentrerà e diventerà più densa, ma potrà sopravvivere in questa nuova fase per un periodo indefinito, se non riceve ulteriore massa: sarà diventata un nucleone di grandi dimensioni. Una stella in questo ipotetico stato è chiamata stella di quark o stella strana. Le pulsar RX J1856.5-3754 e 3C 58 potrebbero essere stelle di quark.

#### Stelle di preoni
Se si seguono i modelli standard della fisica delle particelle e si assume che i quark ed i leptoni non siano particelle elementari fondamentali, ma siano loro stessi composti da preoni, un'eventuale stella più densa, la stella di preoni non sarebbe del tutto impensabile. Una stella può collassare fino ad occupare un decimillesimo del suo diametro originale; potrebbe essere una sorta di "quark gigante" la cui densità può superare i 1023 kg/m3, raggiungendo in certi casi i 1033 kg/m3.

#### Stelle Q
Le stelle Q (o buchi grigi) sono stelle di neutroni compatte e più pesanti, con uno stato esotico della materia. L'oggetto compatto del sistema V404 Cygni potrebbe essere un buco grigio.

#### Stelle elettrodeboli
Nel nucleo di una stella di neutroni che subisce il collasso gravitazionale i quark potrebbero iniziare a trasformarsi in leptoni a causa dell'interazione elettrodebole. L'energia risultante potrebbe interrompere la contrazione dell'astro per una decina di milioni di anni; in questo stadio, la stella prende il nome di stella elettrodebole.
Gli oggetti di massa stellare analizzati (nane brune, nane bianche, stelle di neutroni, fino ad oggetti ancora più esotici come stelle di quark, stelle di preoni, buchi grigi e stelle elettrodeboli) sono tutti sostenuti, completamente o parzialmente, da una pressione di degenerazione. Tutte queste stelle sono chiamate stelle degeneri.

### Buchi neri

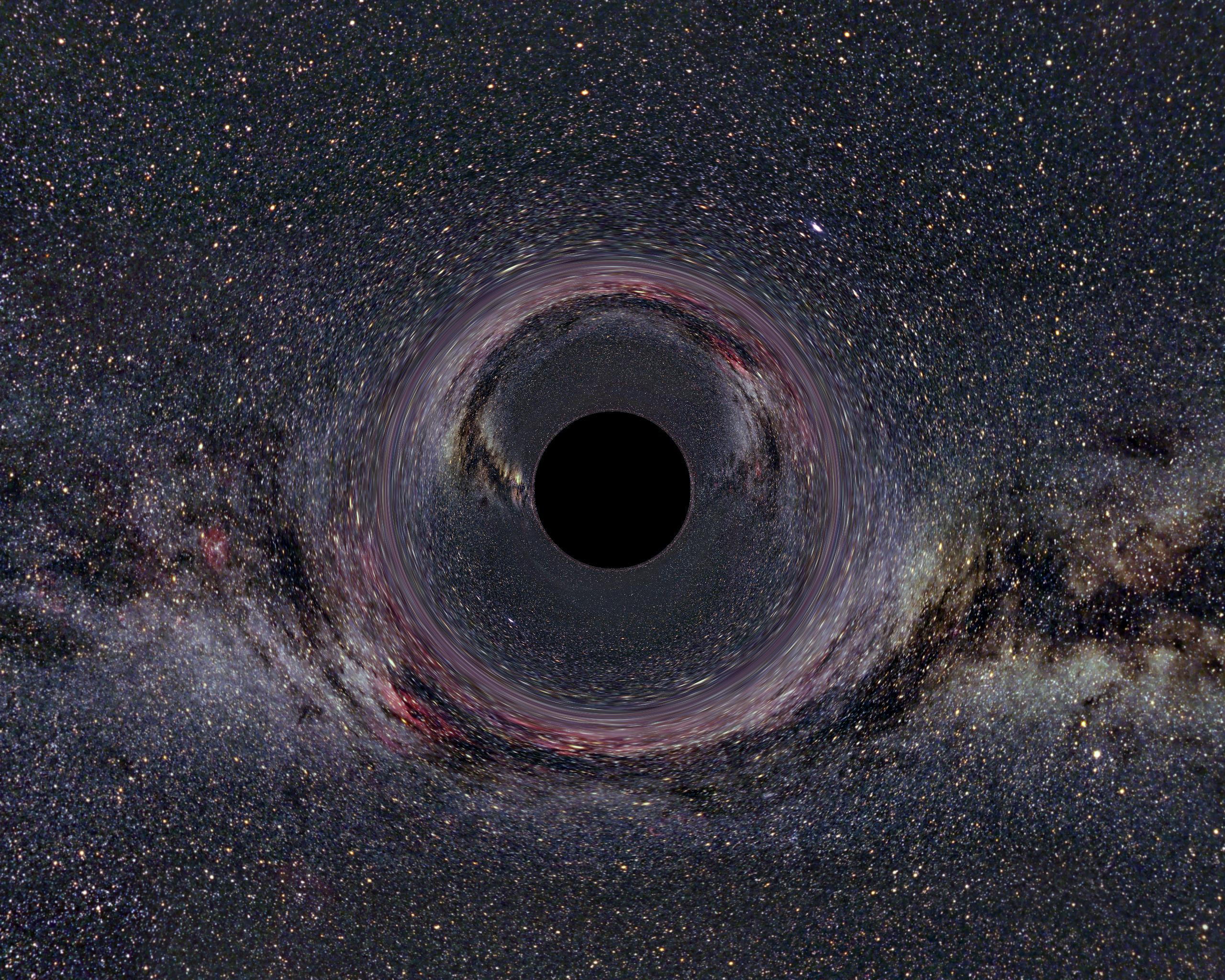
Così apparirebbe un buco nero di 10 masse solari ad una distanza di 600 km.

Con l'aggiunta di massa, l'equilibrio contro il collasso gravitazionale raggiunge il suo punto di rottura. La pressione della stella non è sufficiente per controbilanciare la gravità e in pochi millisecondi avviene un catastrofico collasso gravitazionale. La velocità di fuga alla superficie, già ad un minimo di 1/3 della velocità della luce, può arrivare a raggiungere persino la stessa velocità della luce. A quel punto, l'energia e la materia non possono sfuggire: si è formato un buco nero. Tutta la luce viene intrappolata nell'orizzonte degli eventi: questo fatto spiega anche perché il buco nero appaia proprio "nero", ossia privo di luce, ad eccezione dell'eventuale radiazione di Hawking. Si presume che il collasso continuerà; secondo la teoria classica della relatività generale, viene creata una singolarità gravitazionale che occupa non più di un punto.
Potrebbe esserci un nuovo arresto del catastrofico collasso gravitazionale al diametro comparabile con la lunghezza di Planck, ma a questa lunghezza non ci sono teorie della gravità che prevedono cosa potrebbe succedere nei momenti successivi.